# José Ádem
José Ádem Chahín (* 27. Oktober 1921 in Tuxpan, Veracruz; † 14. Februar 1991 in Mexiko-Stadt) war ein mexikanischer Mathematiker, der sich mit algebraischer Topologie beschäftigte.

## Leben
Adem studierte an der Nationalen Autonomen Universität von Mexiko (UNAM), wo er 1949 seinen Abschluss machte, und wurde 1952 an der Princeton University bei Norman Steenrod promoviert (Iterations of the Squaring Operations in Algebraic Topology). An die Princeton University kam er auf Einladung von Solomon Lefschetz, der Vorlesungen in Mexiko gehalten hatte. In seiner Dissertation führte er die Adem-Relationen in die Steenrod-Algebra der algebraischen Topologie ein. Ab 1954 war er wieder in Mexiko am Mathematischen Institut der UNAM. Ab 1961 war er am Centro de Investigación y de Estudios Avanzados (Cinvestav) des Instituto Politécnico Nacional (IPN). 1967 erhielt er den mexikanischen Nationalpreis für Kunst und Wissenschaften. 1960 wurde er in das mexikanische Colegio Nacional gewählt.
Er war Sloan- und Guggenheim-Fellow.
Seit 1956 war er Herausgeber des Boletin (Bulletin) der Mexikanischen Mathematischen Gesellschaft. 1969 bis 1975 war er Koordinator des multinationalen Mathematikprogramms der Organisation Amerikanischer Staaten.